# Роберт Толингер
Роберт Толингер (Хлубока на Влтави код Чешких Будјејовица, 1859 — Шабац, Краљевина Србија, 1911) био је чешки композитор и хоровођа.

## Биографија

### Дјетињство и школовање
Ни најновија опсежна истраживања његовог живота и рада нису пружила више података о годинама дјетињства и о школовању. Зна се да је, послије завршене основне школе и два разреда у Шабачкој гимназији, 1874. године уписан на Прашки конзерваторијум гдје, у класи професора Франциса Хегенбарта, успјешно завршава петогодишње студије виолончела.

### Младост, женидба и живот у Кикинди
Одмах по завршетку студија, 1879. године, Толингер се отиснуо у свијет. Стигао је у Загреб, али у Земаљској опери није могао да задовољи своје диригентске амбиције. Стога је, послије осмомјесечног боравка у Загребу, где је претежно музицирао као виолончелиста, прихватио позив Пјевачког друштва „Гусле“ и, у мају 1880. године, обрео се у Великој Кикинди.
Десет година боравка овог чешког музичара у Кикинди популарно се називају Толингерово доба. Пјевачко друштво „Гусле“ је достигло највиши ниво хорског пјевања, a сам Толингер је овде компоновао најбоље композиције. Као врстан виолончелиста, често је наступао и добијао ласкава признања, како домаће, тако и стране штампе. 
У самој Кикинди, која је била конгломерат земљорадничког, трговачког и занатлијског живљa, примљен је веома срдачно и уз уважавање и поштовање. Главни аниматор укупног културног живота био је адвокат Милан Петровић који је, истовремено, био и предсједник Пјевачког друштва „Гусле“.
Стекавши велики број пријатељa и опште симпатије варошке средине, 1881. године Толингер се оженио седамнаестогодишњом Аном, кћерком кикиндског свештеника Константина Рајковићa. Због овог брака, прешао је у православну веру, a кум на вјенчању је био Милан Петровић.
За кратко вријеме, око Толингера и „Гусала“, окупио се велики број обожавалаца музике и пјевања, претежно омладине. Толингер је имао идеју да оснује и музичку школу, али она, у то вријеме, није била остварљива. Стога је он индивидуално радио са талентованим ученицима, предајући им клавир, виолину, виолончело и соло пјевање. 
Под Толингеровим вођством, Хор Пјевачког друства „Гусле“ је, и ван Кикинде, стицао је присталице и добијао признања. Хор је гостовао у Темишвару, Сегедину, Суботици, Врањево, Новом Саду, Меленцима, Бечкереку, Молу, Вршцу и другим мјестима.
Истовремено, Толингер се трудио да својим Кикинђанима обезбједи гостовање квалитетних српских пјевачких друштава. Уз његово посебно ангажовање и залагање, после дугог чекања на одобрење, половином 1889. године у Кикинди гостује Београдско пјевачко друштво, са Стеваном Мокрањцем, Толингеровим познаником и потоњим побратимом.
У јануару 1886. године, као орган Пјевачког друштва „Гусле“, у Кикинди је почео да излази Музички часопис „Гудало“, чији је покретач и идејни творац био Толингер. За годину дана излажења, штампано је десет бројева „Гудала“ и уз сваки - по једна Толингерова композиција. Овај јединствени музички часопис имао је, за оно вријеме, велики број претплатника и помагао је многим пјевачким друштвима да обнове репертоар и подигну квалитет хорског пјевања.
Од свих Толингерових активности, највећи значај има композиторски рад. За вријеме боравка у Кикинди, написао је преко 20 пјесама за мушки, женски и мјешовити хор, око 135 дјечијих пјесмица, више соло пјесама, једну литургију, мноштво духовних композиција, више клавирских композиција, као и композиција за друге инструменте. Од већих дјела, компоновао је оперету Весели морнари, једну симфонију, мању кантату Циганин, велику кантату Косовка, итд. Једно од његових најбољих дјела свакако је кантата Косовка, која је написана за хор, солисте и клавир, четвороручно, са завршницом за два хора. Написана је 1888/1889. године, поводом 500-годишњице Косовске битке. Ово је једно од првих дјела овакве врсте у српској музици.
Посљедње године Толингеровог боравка у Кикинди обиљежене су конфликтима и разочарењима. Др Милан Петровић се повукао из Пјевачког друштва, чији је рад замро, a убрзо престаје да излази и часопис „Гудало“. Нове Толингерове композиције се више не штампају. Све то је била увертира за брачни бродолом. Од жене Ане, Толингер се развео 1887. године, да би се она преудала за вјенчаног кума Милана Петровићa. Толингерови су имали кћер Паву, која је припала мајци. Након тога, умјетник се повлачи у самоћу своје собице, из које ријетко излази. Покушавајући да промијени боравиште, неколико пута је одлазио на Цетиње и био приман код кнеза Николе. Посљедњу плату у Кикинди је примио за септембар 1890. године.

### Живот на Цетињу
Првог новембра 1890. године, започиње његов рад на Цетињу. Културни живот се овдје одвијао у Зетском дому, у чијем окриљу су радили Штампарија, Библиотека, Архив, Музеј, Друштво књижевника, Добровољно позоришно друштво, Пјевачко друштво, Војни дувачки оркестар, дјечији хорови и многобројни вокални и инструментални солисти. Толингер је постављен за учитељa пјевања и музике у Гимназији, Богословско-учитељској школи и Женском институту, са годишњом платом од 600 фиорина у злату.
У црногорској престоници, која је имала 200 кућa и нешто више од 1000 становника, Толингер се углавном посветио просвјетно-педагошком стручном раду, a знатно мање другим облицима музичког стварања. Писао је само пригодне композиције за потребе школе и средине, a повремено се бавио репродуктивном умјетношћу као пијаниста-пратилац и солиста на виолончелу. Дириговањем се бавио узгредно, са ђачким хоровима, на школским и ваншколским забавама и прославама. 
Охрабрен ласкавим критикама после првих јавних наступа, Толингер покушава да покрене издавачку продукцију и штампање својих композиција за клавир под називом Са Ловћена, али од тога брзо одустаје због малог броја претплатника.
Након тога, Толингер се потпуно посветио педагошком раду. О резултатима најбоље свједоче званични извјештаји: "Ученици Гимназије и Богословије, сви без изузетка, пјевају по нотама и са изненађујућом тачношћу не само да испуњавају такт, већ и изражавају и издвајају најразноврсније Анданте фуге контрапункта. Све је тако и у Дјевојачком институту". 
Успјешни наступи Толингерових ученика иницирали су оснивање Друштва Горски вијенац, 1894. године, са циљем да се у њему његује инструментална музика. Тако је постојећи дувачки оркестар обогаћен групом гудача и добио је статус правог дворског оркестра. 
Године 1893, Толингер се поново срео са својим великим пријатељем Стеваном Мокрањцем, пошто је Београдско пјевачко друштво гостовало на Цетињу у знак захвалности свом почасном члану Кнезу Николи. Истовремено, почиње његово дружење са познатим етномузикологом Лудвигом Кубом, који је више пута долазио на Цетиње.
Толингер је на Цетињу провео седам година. Као човјек немирног духа и већих умјетничких амбиција но што је ова средина могла да му пружи, одлучио је да се врати у Чешку. Напусти је Цетиње у јулу 1897. године. За своју дјелатност у црногорској престоници, одликован је Орденом II степена 1893, и Ореденом III степена Даниловог реда, 1895. године, на Св. Николу. 

### Повратак у Чешку и одлазак у Шабац
По повратку у Чешку, Толингер се настањује у Прагу. Имао је жељу да, преко концертних турнеја, са мањом групом извођача, упозна Европу са љепотама српске музике. Овај велики пројекат, који је припреман са једним концертним предузећем, није реализован усљед помањкања средстава.
Како ни Праг није задовољио Толингерове амбиције, он је прихватио позив Шабачког пјевачког друштва и 1. јунa 1902. године, започео своју многоструку активност у Шапцу. Радио је као диригент и хоровођа у Шабачком пјевачком друштву и као професор музике у Шабачкој гимназији, гдје је наследио Миливоја Покорног, a затим и у новооснованој Вишој женској школи. Већ школске 1903/1904. године, у Гимназији постојано и добро ради хор од 97 ученика, велики оркестар од 30 ученика и мањи музички састав од 17 свирача. И у Женској гимназији је, по старом обичају и угледу на Цетиње, почео спремати хор талентованих ученица, што му је омогућило да комбинује програм са ученицима Гимназије и да створи и мјешовити хор.
Врло брзо Толингер постаје миљеник шабачке чаршије. Своју васпитну музичку мисију обављао је са заносом апостола. Улажући велике напоре и не штедећи себе, полако и сигурно је уводио своје ђаке у богату ризницу музичке културе. Истовремено, успео је да реорганизује Шабачко пјевачко друштво. Као искусном и афирмисаном диригенту, није му било тешко да, за кратко време, од групе аматера створи пјевачке занесењаке и ентузијасте. Настао је најплоднији период рада Шабачког пјевачког друштва. Већ 23. мајa 1903. године, на такмичењу 23 пјевачка друштва из Србије и Војводине у Београду, Шапчани лако освајају прво мјесто, што је осоколило шабачке пјеваче. Са великим задовољством и ентузијазмом они су, 29. јунa 1905. године, наступали у Бањој Луци, на свечаности поводом освећења заставе Бањалучког српског пјевачког друштва „Јединство“, уз учешће још шест друштава из Београдa, Нишa, Загребa, Санског Моста и Приједорa. Крајем исте године, у Шапцу је гостовало Академско пјевачко друштво „Балкан“ из Загреба. У оквиру турнеје по Србији, у Шапцу је, 18. и 19. октобра 1907. године, гостовало Академско пјевачко друштво "Обилић" из Београда. Године 1910, у Шапцу је гостовала и новооснована Београдска опера, али није наишла на допадање међу шабачком публиком.
У самом граду, није се могла замислити ни једна забава, концерт или приредба, па чак ни црквени обред, без Шабачког пјевачког друштва. Чланови Друштва су једноставно обожавали Толингера, a онда је дисциплина долазила спонтано, сама по себи. О њему су сви имали лијепо мишљење, сматрајући га високо моралним човјеком. Потпуно посвећен струци, зрачио је урођеном скромношћу која је освајала све око њега. Био је друштвен и увијек спреман да помогне. На концертима је често наступао са Ружом Винавер, a знао је да се укључи и у буран ноћни кафански живот, са уживањем слушајући специфицно музицирање чувених Цицварица. Када их је први пут чуо, причају очевици - мало се збунио, a онда устао, пришао Баки и одушевљено му честитао.
Толингер је у Шапцу имао све услове за удобан лични живот. Становао је у кући учитељице Лепосаве Крстић, у непосредној близини школе, a о њему се старала рођака из Прага Марија Рузичка.
Имао је част да концертира пред Краљем Србије Петром Карађорђевићем, a за дугогодишњи педагошки рад и дјелање на пољу српске музике, додијељено му је више од 25 јавних признања.

### Смрт
Самопрегоран рад негативно се одразио на његово здравствено стање. Још од 1909. године, повремено је почео да изостаје из школе. У зиму 1911. године, 20. фебруарa, изненада је умро од запаљења плућa. Сутрадан је, уз највеће почасти, сахрањен на Доњошорском гробљу. 
Шапчани га нису заборавили. Послије 20 година, над његовим гробом је подигнут споменик, захваљујући прилозима 110 претплатника из цијеле Југославије, али највише из Шапца. Да поменемо само неке: Шабачко пјевачко друштво, Пјевачко друштво „Гусле“ из Кикинде, Учитељска школа из Шапца, Подрињска гимназија, Коло српских сестара из Шапца, Општина шабачка, Шабачка банка, Шабачка трговачка банка, Просвјетно друштво "Караџић" из Лознице, Исидора Секулић, Владимир Ђорђевић и бројни Шапчани. Том приликом, братимили су се Шабац и Кикинда.